# Sungai Kuning Benio
Sungai Kuning Benio is een bestuurslaag in het regentschap Indragiri Hulu van de provincie Riau, Indonesië. Sungai Kuning Benio telt 1240 inwoners (volkstelling 2010).